# Jamboree (dal)
A Jamboree az amerikai Naughty by Nature hiphopcsapat Nineteen Naughty Nine: Nature's Fury című albumáról kimásolt 4. kislemez. A dalban az amerikai Zhané női duó is közreműködött. A dal nagy siker volt, a Billboard Hot 100-as lista 10. helyéig jutott, és a Hot Rap kislemez lista 1. helyéig sikerült eljutnia. Ezt korábban csak az O.P.P. című daluk tudta elérni 1991-ben. A dal a kanadai RPM Dance listán 5 héten át szerepelt, és aranylemez lett 1999. augusztus 3-án. Ez a dal volt az utolsó, mely aranylemez státuszt ért el a csapat pályafutásában.

## Tracklista

### A-oldal
1. "Jamboree" (Club Mix)- 3:31
2. "Jamboree" (TV track)- 3:32
3. "Jamboree" (Acappella)- 3:10

### B-oldal
1. "Jamboree" (Radio Mix)- 3:32
2. "On the Run" (Album Version)- 3:19
3. "On the Run" (Instrumental)- 3:21

## Slágerlista

### Év végi összesítés
| Slágerlista (1999)     | Helyezés |
| ---------------------- | -------- |
| U.S. Billboard Hot 100 | 90       |

## Külső hivatkozások
- A dal szövege a genius.com oldalán[2]
- Megjelenések a Discogs.com oldalán[3]